# Edómetro

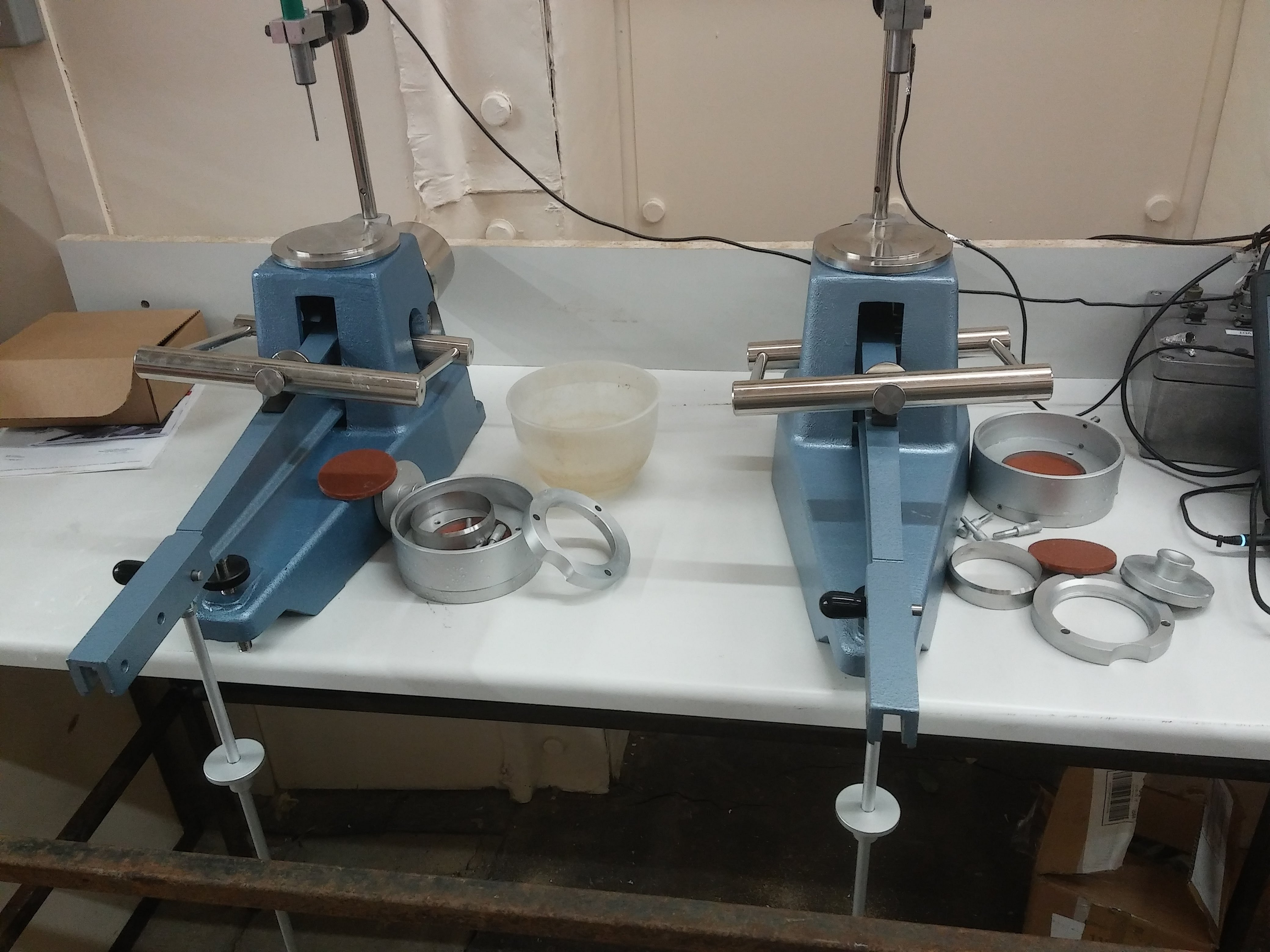
Edómetros no ensamblados. Universidad de Cambridge.

Edómetro es un aparato utilizado para evaluar las propiedades de consolidación de un suelo sobre una muestra de terreno (prueba edométrica).

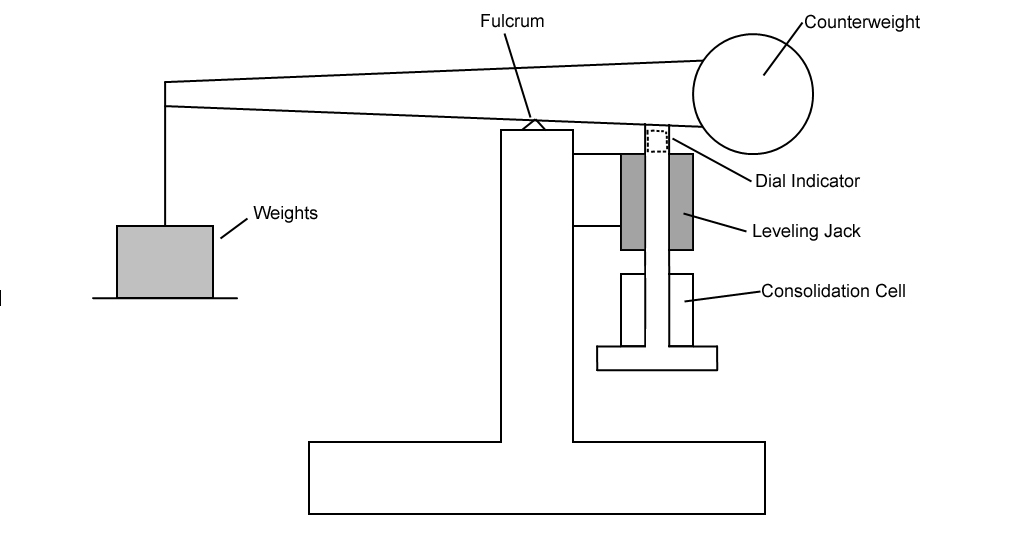
Esquema del marco de carga incremental desarrollado por Alan Bishop.

Esquemáticamente, el edómetro es un contenedor constituido por un anillo rígido e impermeable y por dos bases porosas, en cuyo interior se coloca una muestra de terreno. Para efectuar una prueba edométrica se aplica una carga vertical, la cual se aumenta en progresión geométrica después que se disipan las presiones provocadas por el incremento del esfuerzo precedente.

## Etimología
La dicción edómetro deriva del griego antiguo οἰδέω (oidéō, pronunciado edeo: hinchazón), del cual también provienen los términos edema y Edipo: «pies hinchados». Por paronimia, es fácil confundir este vocablo con odómetro, el cual deriva del griego antiguo ὁδός (hodós: camino). Lo propician las dos grafías siguientes de otros idiomas, que infunden el titubeo acerca de la mejor opción de vocal única: oedometer y, sobre todo, esta que apremia a resolver la disyuntiva: œdometer.

## Ecuaciones implicadas
El edómetro se puede considerar un caso particular de aparato triaxial, no obstante las notables diferencias constitutivas. Una peculiaridad de este aparato es el impedimento de la deformación lateral, por la presencia del anillo rígido. Las condiciones en el interior del edómetro son axialmente simétricas. La liga constitutiva está regulada por:
{\displaystyle {\begin{bmatrix}{\dot {\varepsilon _{a}}}\\{\dot {\varepsilon _{r}}}\end{bmatrix}}={\begin{bmatrix}C_{aa}&C_{ar}\\C_{ra}&C_{rr}\end{bmatrix}}{\begin{bmatrix}{\dot {\sigma '_{a}}}\\{\dot {\sigma '_{r}}}\end{bmatrix}}}
donde los subíndices a y r indican respectivamente las direcciones axiales y radiales. Con la condición {\displaystyle {\dot {\varepsilon _{r}}}=0} se tiene:
{\displaystyle {\dot {\sigma '_{r}}}=-{\frac {C_{ra}}{C_{rr}}}{\dot {\sigma '_{a}}}}
{\displaystyle {\dot {\varepsilon _{a}}}=\left(C_{aa}-{\frac {C_{ar}C_{ra}}{C_{rr}}}\right){\dot {\sigma '_{a}}}}

## Utilización de las pruebas
Dadas las condiciones impuestas al contorno: ausencia de deformaciones y filtraciones en dirección radial, el edómetro es uno de los aparatos más difundidos en los laboratorios geotécnicos en virtud de que reproduce las características del terreno in situ. En particular, los resultados de las pruebas edométricas pueden ser interpretados según la teoría de la consolidación monodimensional.